# Herinneringsmedaille aan de Slag aan de Somme
De Franse Herinneringsmedaille aan de Slag aan de Somme (Frans: Médaille commémorative de la bataille de la Somme) herinnert aan de twee veldslagen die daar in de Eerste en Tweede Wereldoorlog werden uitgevochten tussen Franse en Duitse troepen. In de Eerste Wereldoorlog werd in de Slag aan de Somme zwaar gevochten, maar daarvoor werd geen aparte medaille ingesteld. In de zomer van 1940 stonden de Duitse en Franse troepen weer aan de Somme tegenover elkaar. Wederom werd geen medaille ingesteld. 
Het gevecht in 1940 werd behalve Slag aan de Somme ook wel de Slag bij Abbeville genoemd. Het was het enige geslaagde Franse offensief in de meimaand van 1940. De toen nog onbekende Charles de Gaulle werd vanwege zijn aanvalsgeest in een dagorder vermeld. 
De medaille werd door de Munt van Parijs geslagen, maar het is geen onderscheiding van de Franse regering. Het is een verenigingsmedaille (médaille associative) van de anciens combattants, association "Ceux de la Somme".

## De medaille
Op de voorzijde van de ronde bronzen medaille is een riviergod, de Somme voorstellend, afgebeeld. Daaronder zijn twee klassieke krijgers met lansen en schilden te zien. Op hun schilden staan een Gallische haan en een Britse leeuw afgebeeld. Daaronder staat in een afsnede "BATTAILLES DE LA SOMME JVILLIET-NOVEMBRE MCMXVI". Op de verder gladde keerzijde staat "COMBATRANTS DE LA SOMME 1914-1918-1940". De medaille werd aan een oranje-blauw-oranje lint gedragen.